# Мстишин
Мсти́шин (в часи Речі Посполитої Мостишин) — село в Україні, у Луцькому районі Волинської області. Входить до складу Боратинської сільської громади. Населення становить 252 особи на 2024 рік.

## Населення
Згідно з переписом УРСР 1989 року чисельність наявного населення села становила 259 осіб, з яких 107 чоловіків та 152 жінки.
За переписом населення України 2001 року в селі мешкали 273 особи.

### Мова
Розподіл населення за рідною мовою за даними перепису 2001 року:
| Мова       | Відсоток |
| ---------- | -------- |
| українська | 97,80 %  |
| молдовська | 1,83 %   |
| російська  | 0,37 %   |

## Пам'ятки археології
На території села відомі такі пам'ятки археології:
- На південно-східній околиці села, на високому лівому березі Стиру  — багатошарове поселення тшинецько-комарівської, черняхівської культур давньоруського періоду XI—XIII ст. площею до 1,5 га відкрите В.Коноплею і Г.Охріменком у 1979 р.
- На східній околиці села, на лівому березі р. Стир  — двошарове поселення тшинецько-комарівської, черняхівської культур і давньоруського періоду XI—XIII ст. площею до 2 га.
- На північній околиці села, на високому лівому березі Стиру  — частково збережене давньоруське городище XI—XIV ст. площею до 1 га, відкрите розвідкою С. Терського в 1990 р.
- Поруч з городищем, на місці впадіння в Стир безіменного струмка  — селище давньоруського періоду XII-ХІІІ ст.
- На південно-східній околиці села  — поселення тшинецько-комарівської культури.
- На східній околиці села, на лівому березі р. Стир  — двошарове поселення тшинецько-комарівської культури і давньоруського часу XII-ХІІІ ст.
- На східній околиці села, на двох невеликих мисах першої надзаплавної тераси лівого берега р. Стир  — поселення тшинецько-комарівської культури.
- На північно-східній околиці села, на лівому березі р. Стир  — багатошарове поселення тшинецько-комарівської культури, черняхівської культури і давньоруського часу XII-ХІІІ ст.

## Сучасність
У 2019 році вчительку початкових класів загальноосвітньої школи І-ІІ ступеня села Мстишин Наталію Довгополюк визнали одним з найкращих педагогів України за версією Global Teacher Prize Ukraine.
12 червня 2020 року, відповідно до розпорядження Кабінету Міністрів України № 708-р «Про визначення адміністративних центрів та затвердження територій територіальних громад Волинської області», село увійшло у склад Боратинської сільської громади.
19 липня 2020 року, в результаті адміністративно-територіальної реформи та ліквідації  Луцького району(1940—2020), село увійшло до складу новоутвореного Луцького району.